# 蒙塔尔巴诺-埃利科纳
蒙塔尔巴诺-埃利科纳（義大利語：Montalbano Elicona），是意大利西西里大区墨西拿廣域市的一个市镇。总面积67平方公里，人口2511人，人口密度37.5人/平方公里（2009年）。ISTAT代码为083057。